# Vassøy
Vassøy est une île dans le landskap Sunnhordland du comté de Vestland. Elle appartient administrativement à Fitjar.

## Géographie
Rocheuse et couverte d'arbres, elle s'étend sur environ 1,220 km de longueur pour une largeur approximative de 618 m. 